# Teleskop globalny
The Whole Earth Telescope Project (WET) – astronomiczny projekt badawczy założony w 1986 roku przez dr. Edwarda Nathera, astronoma z Uniwersytetu Teksańskiego w Austin w Stanach Zjednoczonych. Projekt stworzył sieć współpracujących ze sobą obserwatoriów astronomicznych z całego świata. Oparto go na założeniu, że zawsze gdzieś na świecie są warunki umożliwiające obserwacje astronomiczne. Jest to więc jakby jeden teleskop z wieloma obserwatorami. Pierwotnym celem projektu było prowadzenie nieprzerwanych obserwacji gwiazd zmiennych, a co za tym idzie wspólnego gromadzenia, analizowania i naukowej interpretacji zebranych danych. W 1997 roku siedzibę WET przeniesiono do Uniwersytetu Stanowego w Iowa, a na jego czele stanął dr Steven Kawaler. Projektowi przewodzi rada, zwana CoW (Council of the Wise), składająca się z trzyosobowego prezydium, dwóch stałych członków i kilkunastu członków wybieralnych, z których tzw. King CoW w czasie obrad ma prawo dwóch głosów.
WET skupił kilkudziesięciu naukowców z wielu krajów świata, wśród których znajduje się czterech z Polski: – prof. Paweł Moskalik i prof. Wojciech Dziembowski z Centrum Astronomicznego im. Mikołaja Kopernika PAN, dr Waldemar Ogłoza z Uniwersytetu Pedagogicznego w Krakowie oraz prof. Stanisław Zoła z Uniwersytetu Jagiellońskiego.

## Obserwatoria zrzeszone w WET
- McDonald Observatory, Teksas, USA
- Kitt Peak National Observatory, Arizona, USA
- Obserwatoria na Mauna Kea, Hawaje, USA
- Teleskop Kanadyjsko-Francusko-Hawajski (CFHT), Hawaje, USA
- Mt. John Observatory, Nowa Zelandia
- obserwatoria Mt. Stromlo i Siding Spring (MSSSO), Australia
- Beijing Astronomical Observatory, Chiny
- Vainu Bappu Observatory, Indie
- Molėtų astronomijos observatorija, Litwa
- Wise Observatory, Izrael
- South African Astronomical Observatory, RPA
- Obserwatorium astronomiczne na Suhorze, Polska
- Osservatorio di Bologna, Loiano Telescopes, Włochy
- Observatorio de Calar Alto, Hiszpania
- Observatoire du Pic du Midi, Francja
- Observatoire de Haute-Provence, Francja
- Observatorio del Teide, Teneryfa, Hiszpania
- Obserwatorium Roque de los Muchachos, La Palma, Wyspy Kanaryjskie, Hiszpania
- Nordic Optical Telescope, La Palma, Wyspy Kanaryjskie, Hiszpania
- Observatorio do Pico dos Dias, Brazylia
- Międzyamerykańskie Obserwatorium Cerro Tololo, Chile
- Europejskie Obserwatorium Południowe (ESO), Chile
- SARA Observatory, Kitt Peak, Arizona, USA
- Mt. Cuba Astronomical Observatory, Newark, Delaware, USA
- Steward Observatory, Mt. Lemmon & Mt. Bigelow, Arizona, USA